# Deuteronomos crassilineata
Deuteronomos crassilineata là một loài bướm đêm trong họ Geometridae.